# The Best of & the Rest of The Korgis
The Best of & the Rest of The Korgis è il secondo album di raccolta del gruppo musicale britannico The Korgis, pubblicato nel 1990. Si tratta della riedizione in versione CD della precedente raccolta The Best of The Korgis del 1983.

## Tracce
1. Everybody's Got to Learn Sometime – 4:13
2. If I Had You – 3:54
3. All the Love in the World – 3:38
4. I Just Can't Help It – 3:44
5. If It's Alright With You Baby – 4:01
6. That Was My Big Mistake – 4:01
7. Domestic Bliss – 3:15
8. O Maxine – 2:39
9. Don't Say That It's Over – 2:46
10. Drawn and Quartered – 3:17
11. It's No Good Unless You Love Me – 3:22
12. Rover's Return – 3:31